# Groep Wijnschenk
De Groep Wijnschenk was een parlementaire afsplitsing in de Nederlandse Tweede Kamer der Staten-Generaal, die op 14 november 2002 ontstond toen het uit de LPF gezette Kamerlid Harry Wijnschenk besloot om als onafhankelijk fractie verder te gaan.

## Reden van afsplitsing
Harry Wijnschenk, die op 20 augustus 2002 tot fractievoorzitter van zijn partij was gekozen, werd door zijn eigengereid optreden binnen korte tijd een persona non grata binnen de LPF. Hij kreeg het verwijt te veel af te gaan op de adviezen van zijn partijgenoot Ferry Hoogendijk, zou een belangrijke rol hebben gespeeld in de breuk met de LPF-parlementariërs Cor Eberhard en Winny de Jong, en schoof zonder overleg de toenmalige minister van Economische Zaken Herman Heinsbroek naar voren als nieuwe leider van de LPF. Op 16 oktober werd hem door zijn partij het fractievoorzitterschap ontnomen. Deze perikelen waren mede de oorzaak tot de val van het kabinet-Balkenende I, op dezelfde dag. Een dag later verzocht de fractie Wijnschenk om zijn zetel ter beschikking te stellen.

## Verdere historie
Pas op 14 november 2002, nadat het presidium van de Tweede Kamer hem verzocht duidelijkheid te geven, liet Wijnschenk weten dat hij als eenmansfractie verder zou gaan. Samen met Heinsbroek richtte hij een nieuwe politieke partij op, de Lijst Nieuwe Politiek. Omdat het de twee niet lukte geschikte medestanders te vinden werd besloten niet deel te nemen aan de Tweede Kamerverkiezingen 2003.